# 蒼山みこと
蒼山 みこと (あおやま みこと、1999年9月17日 - ）は、日本のグラビアアイドル、タレント。熊本県出身。ヴィスカエンターテイメント所属。

## 略歴
熊本で看護士を目指していたところ、スカウトされて芸能界に進路を転換する。
2018年5月デビュー。アイドルグループ「スキスギルキス」として活動をするも2019年10月22日に卒業。
グラビア賞レースではミスiD2021ネクストグラビアクイーン賞、ミス週刊実話WJガールズ2022ベストグラビア賞受賞。
2022年9月30日を以ってオフィスアウイを退所、その後も芸能活動は続けている。

## 人物
- 趣味：アニメ鑑賞、90年代の歌を歌うこと[1]。
- 特技：人を笑顔にさせる、感情を込めて歌うこと、漢字検定3級、水検定2級[1]。

## 作品

### イメージDVD
- ピュア・スマイル（2019年3月22日、竹書房）[6][7]
- Sweet Story（2019年6月28日、エスデジタル）[8][9]
- ほほえみ日和（2019年9月25日、ラインコミュニケーションズ）[10][11]
- Pieces（2024年12月20日、竹書房）[12][13]

## 出演

### テレビ
- お願い!ランキング (2019年5月13日、テレビ朝日）[1]
- 真夜中のおバカ騒ぎ！ (2019年11月、千葉テレビ）[1]

### ラジオ
- 阿部祐二の気まぐれジャーナル（2021年10月14日 - 、RKKラジオ）

### ミュージック・ビデオ
- オメでたい頭でなにより 「着火繚乱ビンビンビン」（2023年8月9日公開）[14]